# Nouveau stade Los Pajaritos
Nuevo Estadio Los Pajaritos est un stade de football situé à Soria (Castille-et-León, Espagne). Il a été inauguré le 14 janvier 1999. Le nom provient du quartier où est situé le stade (Los Pajaritos, en français "Les oisillons"). C'est dans ce stade que le CD Numancia joue ses matches. 
Le stade a une capacité de 9 000 spectateurs. Depuis février 2016, il est équipé d'un système de chauffage.